# Magasin Michel
Le magasin Michel est un édifice de la ville de Pont-à-Mousson dans la région historique et culturelle de Lorraine, en région Grand Est.

## Situation
Le monument se trouve 16, rue Clemenceau, proche du centre-ville et de la place Duroc.

## Histoire
La devanture du magasin est inscrite au titre des monuments historiques par arrêté du 1er septembre 2005.
L'immeuble a été acquis en 1889 par Joseph Michel afin d'y installer un atelier d'ébénisterie et un magasin, ses deux fils reprirent ensuite l'atelier. Le vocabulaire décoratif mêlant historicisme et naturalisme de la devanture a été effectué dans les années 1920 par ces derniers.